# Rayan Aït-Nouri
Rayan Aït-Nouri (* 6. června 2001 Montreuil) je francouzský profesionální fotbalista, který hraje na pozici levého obránce v anglickém klubu Wolverhampton Wanderers.

## Klubová kariéra

### Angers
Aït-Nouri je odchovancem Angers, do jejíž akademie nastoupil v červenci 2016 z Paris FC, i přes zájem anglického Southamptonu. V únoru 2018, ve věku 16 let, podepsal svou profesionální smlouvu a debutoval v A-týmu 25. srpna 2018 při prohře 1:3 s Paris Saint-Germain.
Po třech odehraných zápasech v sezóně 2018/19 se stal v následující sezóně pravidelným členem základní sestavy týmu. V lednu 2020 si však v zápase proti Nice zlomil čelist. Na konci sezóny 2020/21, která byla předčasně ukončena kvůli pandemii covidu-19, podepsal novou smlouvu až do roku 2023.

### Wolverhampton Wanderers
Dne 4. října 2020 odešel Aït-Nouri na sezónní hostování s opcí do anglického prvoligového klubu Wolverhampton Wanderers.
Dne 30. října 2020 vstřelil Aït-Nouri svůj první gól v dresu Wolves, jednalo se také o jeho první profesionální gól v kariéře, při svém debutu v lize při domácím vítězství 2:0 nad Crystal Palace.
Dne 9. července 2021 přestoupil Aït-Nouri do Wolverhamptonu na trvalo, a to za částku okolo 10 milionu liber. V anglickém klubu podepsal smlouvu na pět let s opcí na další rok.

## Reprezentační kariéra
Aït-Nouri, narozený ve Francii, je alžírsko-kabylského původu. Je francouzským mládežnickým reprezentantem, ale má stále možnost reprezentovat Alžírsko.

## Statistiky
K 15. lednu 2022
| Klub          | Sezóna  | Liga           | Liga   | Liga | Národní pohár | Národní pohár | Ligový pohár | Ligový pohár | Ostatní | Ostatní | Celkem | Celkem |
| Klub          | Sezóna  | Liga           | Zápasy | Góly | Zápasy        | Góly          | Zápasy       | Góly         | Zápasy  | Góly    | Zápasy | Góly   |
| ------------- | ------- | -------------- | ------ | ---- | ------------- | ------------- | ------------ | ------------ | ------- | ------- | ------ | ------ |
| Angers        | 2018/19 | Ligue 1        | 3      | 0    | 0             | 0             | 0            | 0            | —       | —       | 3      | 0      |
| Angers        | 2019/20 | Ligue 1        | 17     | 0    | 0             | 0             | 0            | 0            | —       | —       | 17     | 0      |
| Angers        | 2020/21 | Ligue 1        | 3      | 0    | 0             | 0             | —            | —            | —       | —       | 3      | 0      |
| Angers        | Celkem  | Celkem         | 23     | 0    | 0             | 0             | 0            | 0            | 0       | 0       | 23     | 0      |
| Wolverhampton | 2020/21 | Premier League | 21     | 1    | 3             | 0             | 0            | 0            | —       | —       | 24     | 1      |
| Wolverhampton | 2021/22 | Premier League | 10     | 0    | 1             | 0             | 2            | 0            | —       | —       | 13     | 0      |
| Wolverhampton | Celkem  | Celkem         | 31     | 1    | 4             | 0             | 2            | 0            | 0       | 0       | 37     | 1      |
| Celkem        | Celkem  | Celkem         | 54     | 1    | 4             | 0             | 2            | 0            | 0       | 0       | 60     | 1      |